# Chiastosella dissidens
Chiastosella dissidens är en mossdjursart som beskrevs av Gordon 1989. Chiastosella dissidens ingår i släktet Chiastosella och familjen Escharinidae. Inga underarter finns listade i Catalogue of Life.